# Maximilian von Poseck
Maximilian von Poseck (* 1. Oktober 1865 in Rastatt; † 18. November 1946 in Berge) war ein deutscher General der Kavallerie der Reichswehr.

## Leben

### Herkunft
Seine Eltern waren der preußische Major Theodor von Poseck (1820–1888) und dessen Ehefrau Mary, geborene Boys (1825–1885).

### Karriere
Poseck trat nach dem Besuch der Kadettenanstalt am 14. April 1885 als Sekondeleutnant in das 1. Badische Leib-Dragoner-Regiment Nr. 20 der Preußischen Armee ein. Als Rittmeister war er u. a. 1903 Chef der 5. Eskadron im Westfälischen Dragoner-Regiment Nr. 7 in Saarbrücken. Am 27. Januar 1905 beförderte man Poseck zum Major und als solcher war er Adjutant der Generalinspektion der Kavallerie und später Chef des Stabes. Mit der Beförderung zum Oberstleutnant am 27. Januar 1912 wechselte Poseck wieder in den Truppendienst über und wurde Kommandeur des 1. Brandenburgischen Dragoner-Regiments Nr. 2 in Schwedt/Oder. Diese Stellung behielt er bis Ausbruch des Ersten Weltkriegs bei und wurde zwischenzeitlich am 22. März 1914 zum Oberst befördert.
Mit Kriegsbeginn wurde er Chef des Generalstabes des Höheren Kavallerie-Kommandos Nr. 2, mit dem Poseck an der Westfront zum Einsatz kam. Nach der Auflösung des Verbandes war in gleicher Funktion beim Höheren Kavallerie-Kommando Nr. 1 an der Ostfront tätig. Ab 21. Januar 1918 fungierte Poseck als Kommandeur der Garde-Ersatz-Division, die er u. a. während der deutschen Frühjahrsoffensive befehligte.
Nach Kriegsende führte Poseck den Verband in die Heimat zurück und wurde dann in die Reichswehr übernommen. Mit der Beförderung zum Generalleutnant am 1. Oktober 1920 wurde er Inspekteur der Kavallerie (In 3) im Reichswehrministerium. In dieser Funktion folgte am 1. Januar 1925 die Beförderung zum General der Kavallerie. Am 30. September 1926 wurde Poseck von seinem Posten abgelöst und in den Ruhestand verabschiedet.
1933 wurde er Präsident des gleichgeschalteten Reichsverbandes für Zucht und Prüfung deutschen Warmbluts. Er besuchte den 3. Waffentag der deutschen Kavallerie im Juli 1933 in Düsseldorf, eine propagandistische Großveranstaltung. Posek war Rechtsritter des Johanniterordens.

### Familie
Er heiratete am 12. Oktober 1889 Natalie Brunner (1866–1897). Nach ihrem frühen Tod heiratete Poseck deren Schwester Adolfine (* 1870). Aus den Ehen gingen die Kinder Günther (* 1890), Mary (* 1892), Max (*/† 1897) und Magarethe (* 1902) hervor.

## Auszeichnungen
- Preußisches Dienstauszeichnungskreuz[2]
- Ritterkreuz des Ordens der Württembergischen Krone mit den Löwen[2]
- Ritterkreuz I. Klasse des Ordens vom Zähringer Löwen[2]
- Ritter II. Klasse des Ordens Albrechts des Bären[2]
- Ritter der Ehrenlegion[2]
- Eisernes Kreuz (1914) II. und I. Klasse[6]
- Ritterkreuz des Königlichen Hausordens von Hohenzollern mit Schwertern[6]
- Roter Adlerorden II. Klasse mit Schwertern[6]
- Kronenorden II. Klasse mit Stern[6]
- Ehrenkreuz I. Klasse des Fürstlichen Hausordens von Hohenzollern mit Schwertern[6]
- Offizier des Bayerischen Militärverdienstordens mit Schwertern[6]
- Komtur I. Klasse des Albrechts-Ordens mit Schwertern[6]
- Hanseatenkreuz Hamburg[6]
- Hanseatenkreuz Bremen[6]